# Selektionsmarkör
En selektionsmarkör är en gen som används vid molekylär kloning för att urskilja de bakterier som har tagit upp en annan, önskvärd gen. Selektionsmarkören kan vara till exempel antibiotikaresistens. Genen som kodar för antibiotikaresistens och den önskade genen sitter tillsammans på en plasmid eller annan vektor, så de bakterier som överlever i närvaro av antibiotika har också tagit upp den önskade genen.